# Paddy Hopkirk

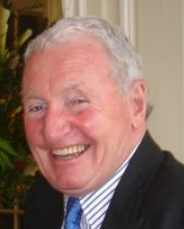
Paddy Hopkirk, 2007

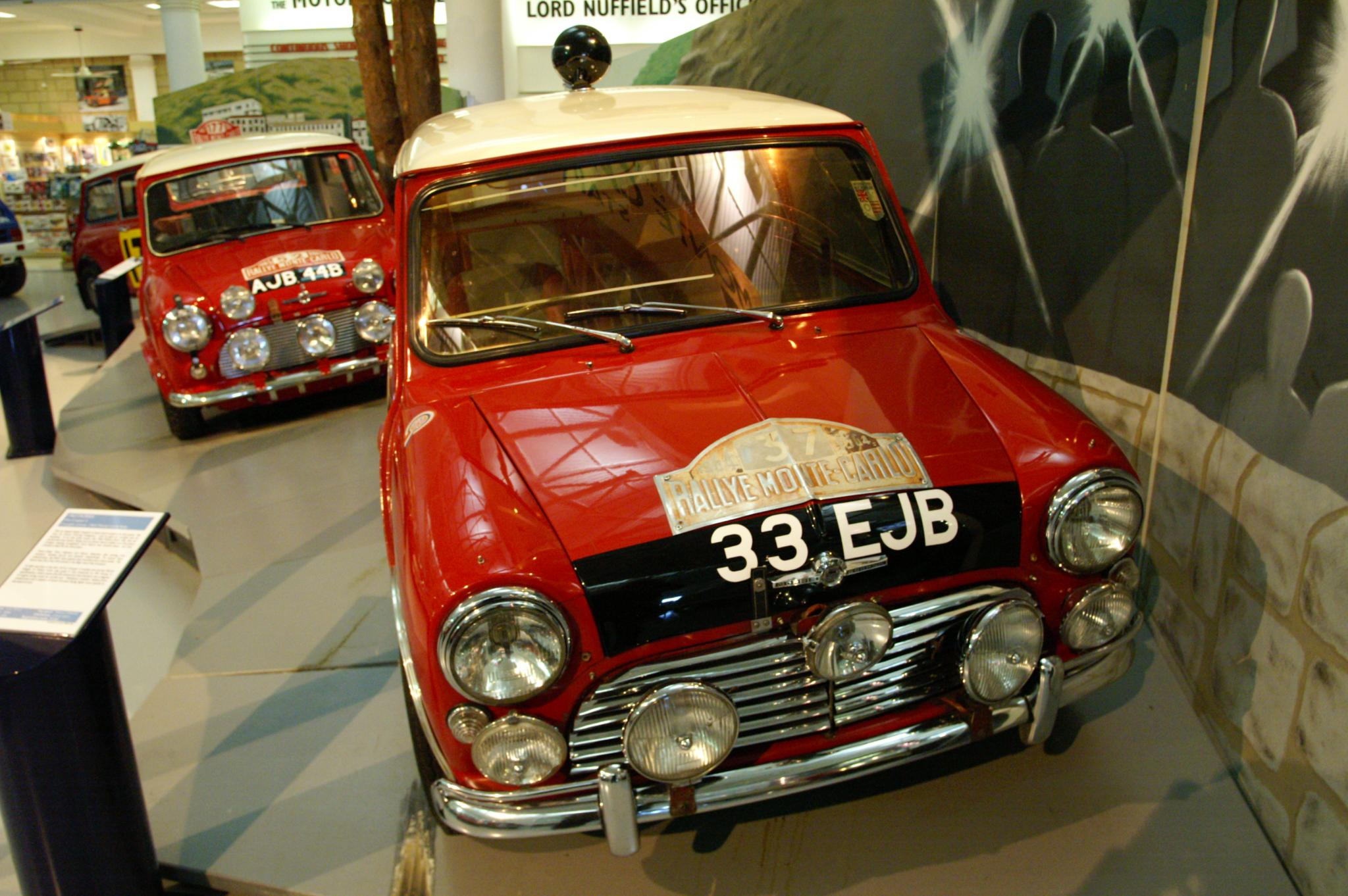
De Mini Cooper waarmee Hopkirk in 1964 in Monte Carlo won

Patrick Barron "Paddy" Hopkirk (Belfast, 14 april 1933 - Buckinghamshire, 21 juli 2022) was een Brits rallyrijder, afkomstig uit Noord-Ierland.
Hopkirk was in de jaren zestig fabrieksrijder bij de British Motor Corporation (BMC) en verwierf internationale faam door het winnen van de Rally van Monte Carlo in 1964, dat hij samen met navigator Henry Liddon deed in een Morris Mini Cooper. Ook nam hij voor BMC tussen 1965 en 1967 deel aan de Bathurst 1000 in Australië, met een beste resultaat als zesde in de Armstrong 500 in 1965, samen met de Fin Timo Mäkinen.
Paddy Hopkirk is ook een merknaam van automobiele accessoires, vernoemd naar Hopkirk.
Hopkirk werd 89 jaar oud.